# Gema augustea
La Gema augustea (en latín: Gema Augusti) es un camafeo en relieve sobre dos capas. Se considera comúnmente que quien realizó esta obra maestra pudo haber sido Dioscórides o uno de sus discípulos en el año 12. Es una de las piezas más famosas conservadas en el Kunsthistorisches Museum de Viena.

## Creación y características
La Gema augustea es un camafeo en ligero relieve sobre dos capas, tallado sobre una piedra de ónice árabe. Una capa es blanca, mientras la otra es de color marrón azulado, para resaltar mejor los detalles de las figuras representadas, y crear un fuerte contraste con el fondo oscuro. Mide 23 cm x 19 cm, con un espesor de poco más de 1 cm.
La Gema fue creada probablemente en ocasión del triunfo tributado a Tiberio en el 12 d. C., heredero del princeps, Augusto, y futuro emperador, después de los éxitos obtenidos sobre dálmatas y panonios al término de la revuelta dálmata-panonia del 6-9, así como sobre los germanos que se habían rebelado en el año 9.
Si es cierto que es Dioscórides el tallador de la gema, esto podría significar que se trata de un objeto propiedad de un miembro de la familia imperial de la dinastía Julio-Claudia, por lo que podría haber pasado de los palacios imperiales del Palatino a Bizancio bajo Constantino I. La gema fue descubierta en 1246, en el tesoro de la abadía de San Sernin de Toulouse en Francia. Más tarde, en 1533, Francisco I de Francia se la apropió y la trasladó a París donde pronto desapareció alrededor de 1590. No mucho después fue vendida por 12.000 monedas de oro a Rodolfo II. Durante el siglo XVII fue colocada en el tesoro alemán y engastada en oro. Esta nueva ubicación hace suponer que la gema fue dañada poco antes. La parte superior izquierda, de hecho, parece haber sido rota con la posible pérdida de uno de los personajes. Esto podría haber sucedido después de que Rodolfo II la adquiriera, y ciertamente antes de 1700.

## Interpretación de las figuras y las escenas

### La parte superior del camafeo
La figura sentada sobre el trono representa al emperador Augusto sosteniendo en una mano una lanza y en la otra el lituo, el instrumento sagrado de los buenos deseos. La figura detrás de Augusto, a la derecha, es una mujer, fácilmente identificable como Ecúmene, la personificación del mundo habitado, que representa el mundo civilizado del Imperio Romano. Lleva sobre la cabeza una "corona muraria" (torreada) y un velo, y a su vez corona a Augusto con la "corona cívica" de hojas de roble, usada para honrar a quien hubiera salvado la vida de un ciudadano romano. En esta representación Augusto es elogiado por haber salvado una multitud de ciudadanos romanos.
Las figuras a la derecha del emperador, son un hombre de pie y una mujer reclinada contra el trono con un cuerno de la abundancia. El primero es Neptuno/Océano, la segunda es la Madre Tierra (o la personificación de Italia). Están estrechamente relacionados y equilibran a las otras dos figuras a la izquierda del emperador. Representan obviamente los reinos del agua y de la tierra, mientras los niños con ellos podrían representar las estaciones, verano y otoño, ya que uno de ellos sujeta en la mano espigas de trigo.
Bajo el trono de Augusto está el águila de Júpiter. El águila podría significar que el emperador está sentado en lugar del dios. Es importante recordar que Augusto, a pesar de que aceptara plenamente y alentara la veneración del emperador fuera de Roma, especialmente en las provincias orientales con una tradición de soberanos deificados en vida, no permitió ser venerado dentro de Roma como un dios.
Sentada al lado del emperador está Roma, con casco y una lanza en la mano derecha mientras la izquierda toca suavemente la empuñadura de su espada, probablemente demostrando que Roma estaba siempre lista para luchar en una nueva guerra. Además de mantener el pie sobre la armadura de las poblaciones conquistadas, la diosa Roma parece mirar con admiración a Augusto, y algunos consideran que muestra similitud con la esposa del emperador, Livia Drusila, además de madre del sucesor, Tiberio. Entre Augusto y Roma, arriba el símbolo de Capricornio, querido por el mismo emperador (probablemente recuerda el día de la coronación imperial, es decir el 16 de enero del 27 a. C., en la constelación del Capricornio).
Junto a Roma se encuentra un joven en uniforme militar, identificable con Germánico, nieto de Livia, impuesto a Tiberio como hijo y futuro heredero al trono.
A su lado en un carro triunfal, aparece una figura con toga. Se trata de Tiberio el sucesor designado. La toga representa la civilización y la paz, no la guerra, simplemente luchó y ganó. Es el símbolo de la vuelta a la paz. Tiberio está bajando del carro del triunfo para dirigirse a Augusto, en señal de obediencia y respeto al gran emperador. Detrás de él la diosa Victoria conduce el carro triunfal.

### La parte inferior del camafeo
Algunos estudiosos interpretan todas las figuras representadas en la parte inferior de la gema como anónimas. Otros describen las figuras como todas importantes e identificables. Las figuras sentadas a la izquierda, una mujer abatida y un hombre maniatado, probablemente representan a los pueblos de los panonios, dálmatas y germanos recién sometidos.
Tras ellos soldados romanos están levantando un trofeo de guerra con el botín arrebatado a los enemigos abatidos, evento representado también en los siglos siguientes en otros monumentos como las dos columnas en Roma (la trajanea y la aureliana), o en el Trofeo de los Alpes augustal.
El soldado de la izquierda parece llevar un casco de tipo tracio, probablemente se trate del rey Remetalce I, que ayudó a Tiberio en Panonia en los años 6-9. Otro de los soldados podría ser identificado con Marte mismo, por la fina armadura que porta y el manto ondulante.
La figura de espaldas a la derecha de los soldados que están montando el trofeo, probablemente sea Diana. La diosa sostiene en la diestra varias lanzas. A su izquierda un hombre, identificable con Mercurio por el sombrero petaso, sujeta por los cabellos a una mujer, una prisionera de guerra. En tierra arrodillado un hombre con barba y un torque, típico collar de los pueblos celtas y de algunas poblaciones germanas.